# Шкнева
Шкне́ва (укр. Шкнева) — село, входит в Полесский район Киевской области Украины.
Население по переписи 2001 года составляло 139 человек. Почтовый индекс — 07043. Телефонный код — 4592. Занимает площадь 6 км². Код КОАТУУ — 3223589201.

## Местный совет
07043, Київська обл., Поліський р-н, с.Шкнева, вул. Леніна, 1